# Ромась Михайло Антонович
Михайло Антонович Ромась (також Ромасєв; нар. 1858, Козелець, Чернігівська губернія — пом. 17 червня 1920, Одеса, Українська СРР) — український робітник, учасник революційного руху.

## Життєпис
Михайло Ромась народився в 1858 році в місті Козельці Чернігівської губернії (нині селище міського типу в Чернігівській області) в сім'ї унтер-офіцера жандармського полку. Вийшовши у відставку, Антон Ромась перевіз сімейство до Парафіївки Борзнянського повіту, де почав працювати ковалем. Михайло вступив до повітового училища в Борзні, а після смерті батька був відданий «в люди», спершу в шевську майстерню, а потім в дріб'язкову лавку.
Наприкінці 1870-х років влаштувався працювати мастильником на Києво-Брестську залізницю в Києві, де і був залучений до революційного руху. У 1879 році брав участь у зборах Київського революційного гуртка Михайла Попова, поширював серед залізничних робітників нелегальну літературу. 23 грудня 1879 року затриманий жандармами на станції Козятин, під час обшуку у нього виявили заборонені книги. Михайла Ромася помістили до Київської в'язниці, але з огляду на молодість агітатора не піддали військовому суду, а заслали до Вологодської губернії.
25 серпня 1880 року Ромась прибув до Вишнєволоцької пересильної тюрми, де знаходився до березня 1881 року, коли відмовився принести присягу новому імператору Олександру III. Після цього за розпорядженням міністра внутрішніх справ Михайла Лоріс-Мелікова його вислали до Якутської області. Намагався втекти, проте в жовтні 1881 року був затриманий в Тюкалінську з квитком на чуже ім'я і повернений назад.
За постановою Особливої наради від 10 травня 1882 року визначили 4-річний термін заслання (до 9 вересня 1885 року). Після закінчення терміну покарання жив у Києві, в Орлі, з 1888 року — в Казанській губернії, де знову зайнявся пропагандою. На кошти підпільного казанського народницького гуртка І. П. Чарушнікова та Є. Ф. Печоркіна відкрив крамничку дріб'язкової торгівлі в селі Красновідово Свіязького повіту Казанської губернії — для прикриття пропагандистської роботи серед селян. З кінця березня по вересень 1888 року він надав прихисток молодому Олексію Пєшкову (М. Горькому). Згодом він докладно описав цей епізод з життя в повісті «Мої університети». Восени 1888 року заможні селяни спалили дріб'язкову лавку М. Ромася. Продавши залишки майна, М. А. Ромась покинув село Красновідово.
У 1893—1894 роках перебував у складі партії «Народне право», в лютому 1894 р. організував у Смоленську підпільну друкарню. Після розгрому «Народного права» був притягнутий до дізнання, поміщений до будинку попереднього ув'язнення. У 1895 році Михайла Ромася відправлений на заслання до Східного Сибіру терміном на п'ять років. Жив у Вілюйську. Повернувся до європейської Росії в 1902 році, жив у Воронежі, в 1904 році в Седльці, потім в Ліді Віленської губернії.
З 1906 року працював завгоспом міської лікарні в Севастополі.
Під час Першої світової війни працював у Всеросійському земському союзі. У 1916 році переїхав до Одеси, де і помер 17 червня 1920 року .

## Родина
Перша дружина (з 1888 року) — Марія Степанівна Деренкова (1865—1930), учасниця революційних гуртків, згодом фельдшерка, Герой Праці (1929) . Персонаж повісті Максима Горького " Мої університети ".
Друга дружина (з 1894 року) — Надія Петрівна Фонякова (1869—1961), член партії «Народне право», онука декабриста Івана Якушкіна У шлюбі було четверо дітей.

## Короленко та Горький
Товаришував з Володимиром Короленком, з яким познайомився ще під час першого якутського заслання. Листувався з ним до кінця життя.
Персонаж повісті М. Горького «Мої університети».